# Pampres

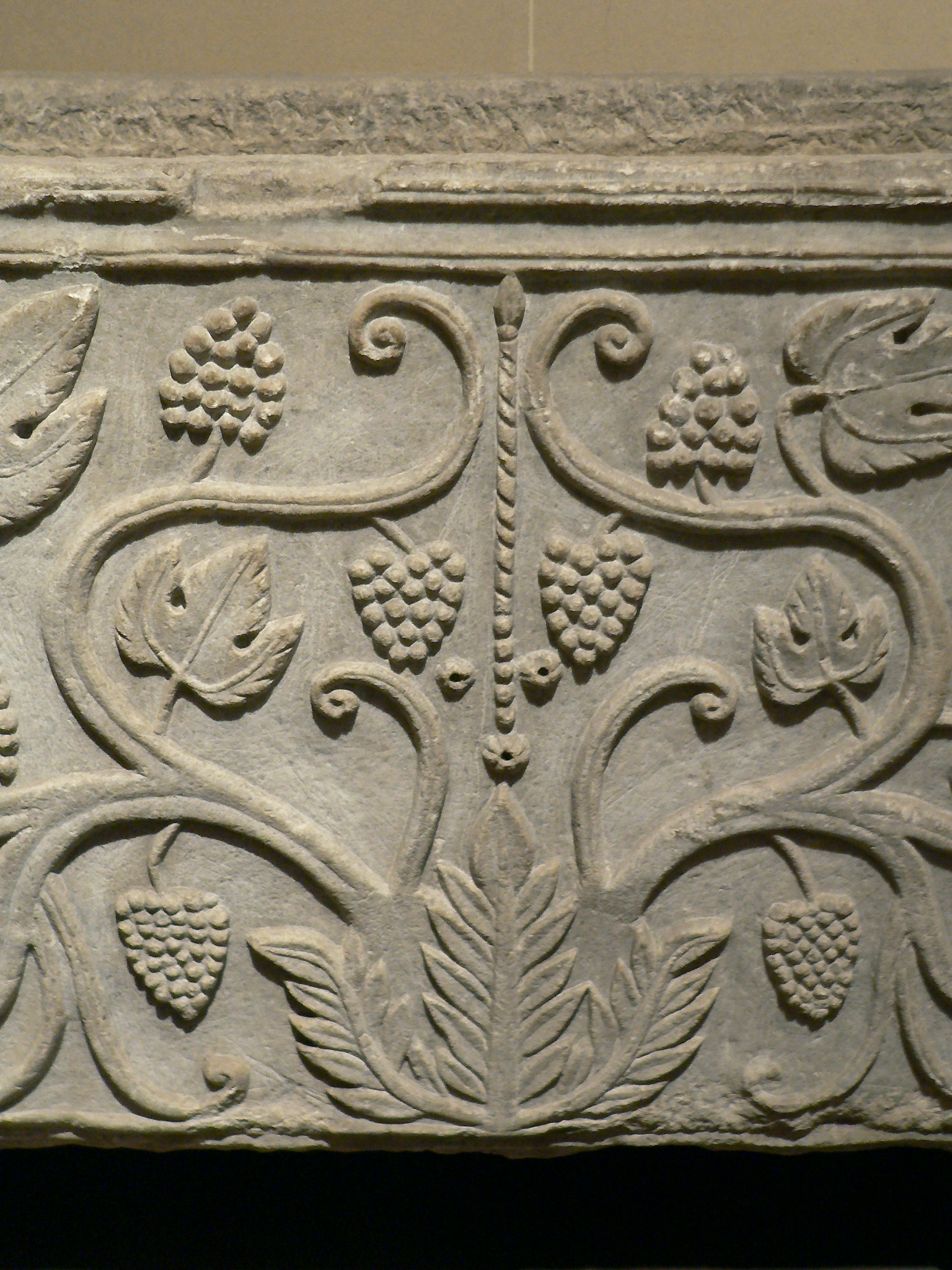
Sarcophage de Drausin, VIe siècle.

Les pampres sont un motif ornemental (en sculpture, peinture, gravure) représentant une branche de vigne avec ses feuilles et ses grappes.
Dans l'iconographie, la couronne de pampres est l'attribut de Dionysos (Bacchus), Silène et les Ménades. Priape, dieu des jardins, est parfois aussi couronné de pampres. Les pampres de la vigne sont aussi associées aux représentations de l'automne et ses vendanges. Dans l'architecture chrétienne, elles symbolisent la connaissance et l'immortalité. Par dérision, la couronne de pampres signale l'ivrogne.
Melpomène, muse de la tragédie, porte également une couronne de pampres de vigne.
La statue de Dionysos et d'Ampélos découverte à La Storta en 1772 et conservée au British Museum, datée du IIe siècle, montre le buste d'Ampélos qui surmonte un tronc chargé de pampres. Des grappes ornent sa poitrine, il en présente une à Dionysos qui boit le vin à une coupe. Un lézard rampe à ses pieds, là où se dresse aussi un félin. La dénomination de l'œuvre est changeante : en 1874, le British Museum reconnaissait plutôt une nymphe de l'armée de Dionysos en lieu et place d'Ampélos.